# Teletón 1982 (Chile)
La Teletón 1982 fue la quinta versión de la campaña solidaria realizada en Chile los días 10 y 11 de diciembre en el Teatro Casino Las Vegas. El lema de esta versión fue «El último paso, el más importante», pues supuestamente sería la última vez que se realizaría la Teletón, debido a que la producción había estimado en cinco el número original de campañas a realizar con lo cual la demanda estaría cubierta por completo, pero debido a las necesidades económicas y a la alta demanda de pacientes que querían ser atendidos en los institutos de rehabilitación, se tuvieron que seguir realizando más versiones a partir de 1985. El niño símbolo fue Francisco Muñoz.
La meta fue alcanzada con la suma de $ 263 402 022 (US$ 3 695 833). 

## Desarrollo
El inicio contó con las palabras motivacionales de Don Francisco en un escenario a oscuras, en donde recibió a las personas que hicieron las primeras donaciones de las 4 teletones anteriores más un matrimonio que hizo la primera donación de ese año. Posteriormente, Danny Rivera con su canción "Canta" le dio el vamos a la cruzada solidaria.
Luego se realizó la "Bailetón" desde el Gimnasio Manuel Plaza de La Reina, la tradicional Vedettón, el noticiero matinal y "Los Guapetones en Pijamas", el cual ganó Luis Santibáñez con un llamativo vestido de heleno griego. Seguidamente vendrían los bloques infantil, de mediodía con enlaces vía satélite con las otras 5 teletones latinoamericanas (Colombia, Panamá, Perú, Paraguay y El Salvador) que se estaban realizando al mismo tiempo, el vespertino dividido en 3 partes y el pre-estelar. Tras una hora de pausa para los informativos de cada canal, comenzaría la fase final de las 27 horas en la cual se destacó un discurso por parte de Ernesto Rosenfeld, Presidente de la entonces Sociedad Pro Ayuda al Niño Lisiado.
Contra todo pronóstico desalentador por la recesión económica y la crisis que ocurría en el país, la Teletón llegó a la meta 45 minutos antes de finalizar, lo que causó la alegría de los presentes en el Teatro Casino Las Vegas.
Poco antes de cerrar la jornada, se realizó un musical entre José Alfredo Fuentes, Patricia Maldonado y distintos coros cantando la canción de Violeta Parra, "Gracias a la vida", en distintos ritmos folclóricos. En el mismo se integraron los 4 niños embajadores anteriores y los artistas chilenos y extranjeros que actuaron durante todo el programa junto a todos los animadores que condujeron los distintos segmentos de la maratónica transmisión que nuevamente contó con la producción general de Antonio Menchaca.
Al finalizar la transmisión, y antes de entregar la cifra final de esa campaña, Mario Kreutzberger dijo en el escenario del teatro:

Hoy día todos estuvimos de acuerdo: Un niño impedido quiere caminar, un hombre bueno quiere sonreír, una nación feliz quiere estar unida. Hoy nos hemos dado a nosotros un ejemplo, y lo hemos hecho con esfuerzo porque este es el año más difícil. Y a pesar de ello, hemos obtenido un triunfo que nadie de nosotros creyó, porque la verdadera última cifra es $263 402 022. Al despedirme y al haber tratado durante todo este tiempo de contener la emoción, quiero decirles que el rostro de este niño, el rostro de Panky, y de todos estos niños símbolos fueron los que nos unieron en una sola palabra: En la palabra "amor" que se transformó en lo que hoy llamamos "Teletón". ¡Buenas noches, muchas gracias!
Mario Kreutzberger

Posteriormente, y mientras Marcelo entonaba por última vez el himno de aquella cruzada, Don Francisco se despide de la transmisión con un emotiva frase final mientras abrazaba a Francisco Muñoz.

Señores: No nos olvidemos que algún día estos niños nos van a necesitar. Ayudémoslos nuevamente cuando nos sea posible.
Mario Kreutzberger

## Participantes

### Cantantes
| Nacionales - Los Jaivas - Marcelo (cantando el himno oficial "El último paso: el más importante") - Antonio Prieto - Cecilia - La Sonora Palacios - Luis Jara - Myriam Hernández - Andrea Tessa - Juan Antonio Labra - Patricia Maldonado - José Alfredo Fuentes - Florcita Motuda - Juan Antonio Labra - Irene Llano - Zalo Reyes - Cristóbal - Lucho Gatica - Gloria Simonetti - Giolito y Su Combo - La Sonora De Tommy Rey - Luis Dimas - Bermuda Show - Buddy Richard - Sergio Lillo - Juan Carlos Duque - Andrea Labarca - Huasos de Algarrobal | Internacionales - Danny Rivera - Juan Gabriel - José José - Raphael - Camilo Sesto - Juan Erasmo Mochi - Manolo Otero - Miguel Bosé - Franco Simone - Roque Narvaja - Leo Dan - Yuri - Emmanuel - Valerio - Hernaldo - Marisela - Homero - Lucho Barrios - Roberto Carlos - Los Iracundos - Domenico Modugno - Verónica Castro - Luis Alberto Spinetta - León Gieco - Manolo González - Los Pujillay - Los Valverde - La Cuatro Dientes - Coco Legrand - Los Jaujarana - Daniel Vilches - Carlitos Balá - Mario Moreno Cantinflas | - The Harlem Globetrotters - Las Manos del Professor Rossa - Los Bochincheros - El Circo de los Tachuelas - El Clan Infantil de Sábados Gigantes - Don Ramón y Kiko de Chespirito - Maggie Lay - Juana Riquelme - Francia Ledesma - Ámbar La Fox - Homenaje a Nélida Lobato con Maitén Montenegro y Magaly Acevedo |

## Transmisión
- UCV Televisión
- Televisión Nacional de Chile
- Teleonce
- Universidad Católica de Chile Televisión
- Telenorte

### Radio
- Radio Agricultura
- Radio Chilena
- Radio Santiago
- Radio Cooperativa
- Radio Minería
- Radio Nacional de Chile
- Radio Portales
- Radio Festival (CB 127 AM, Viña del Mar, Región de Valparaíso)

## Cómputos[nota 1]
| Hora  | Monto en pesos | % meta   | Monto en dólares |
| ----- | -------------- | -------- | ---------------- |
| 21:40 | $ 1 389        | %        | $                |
| 23:30 | $ 11 582 004   | 5,72 %   | $ 162 508        |
| 01:30 | $ 16 065 294   | 7,93 %   | $ 225 414        |
| 03:30 | $ 24 842 524   | 12,27 %  | $ 348 569        |
| 05:00 | $ 28 801 200   | 14,22 %  | $ 404 113        |
| 06:00 | $ 31 621 611   | 15,62 %  | $ 443 687        |
| 07:00 | $ 36 441 300   | 18 %     | $ 511 313        |
| 08:00 | $ 39 131 112   | 19,33 %  | $ 549 054        |
| 09:00 | $ 42 328 643   | 20,90 %  | $ 593 919        |
| 15:00 | $ 57 057 125   | 28,18 %  | $ 800 577        |
| 17:30 | $ 76 220 600   | 37,65 %  | $ 1 069 462      |
| 18:10 | $ 88 004 760   | 43,47 %  | $ 1 234 807      |
| 18:45 | $ 98 795 650   | 48,80 %  | $ 1 386 216      |
| 19:15 | $ 112 422 525  | 55,53 %  | $ 1 577 417      |
| 20:00 | $ 132 471 595  | 65,43 %  | $ 1 858 728      |
| 20:30 | $ 145 511 600  | 71,88 %  | $ 2 041 694      |
| 21:50 | $ 164 422 519  | 81,22 %  | $ 2 307 036      |
| 22:15 | $ 171 075 352  | 84,50 %  | $ 2 400 383      |
| 22:40 | $ 185 380 274  | 91,20 %  | $                |
| 23:05 | $ 193 136 718  | 96,05 %  | $                |
| 23:30 | $ 203 562 102  | 100,55 % | $ 2 856 210      |
| 23:51 | $ 221 478 012  | 111,11 % | $                |
| 00:15 | $ 235 127 312  | 116,14 % | $ 3 299 106      |
| 00:35 | $ 263 402 022  | 130,11 % | $ 3 695 833      |

## Auspiciadores
En esta versión los 26 auspiciadores de la quinta campaña fueron:
- Aceite Chef
- AFP Santa María
- Agua Mineral Cachantún
- Almacenes París
- Banco de Chile
- Calzados North Star
- Cecinas La Preferida
- Chicle Bingo de Dos en Uno
- Coca-Cola
- Cola Cao
- Chocolates Costa
- Conservas Doña Clara
- Din
- Fla-Vor-Aid
- Helados Bresler
- Johnson's Clothes
- Jugos y Néctares Watt's
- Kodak
- Leche Soprole
- Margarina Sureña
- Nescafé
- Odontine
- Pilsener Cristal
- Té Supremo
- Vinos Santa Carolina
- Yely